# Rexons Island
Rexons Island är en ö i Kanada.   Den ligger i provinsen Newfoundland och Labrador, i den östra delen av landet, 1 600 km nordost om huvudstaden Ottawa. Arean är 36 kvadratkilometer.
Terrängen på Rexons Island är platt. Öns högsta punkt är 145 meter över havet. Den sträcker sig 6,4 kilometer i nord-sydlig riktning, och 12,0 kilometer i öst-västlig riktning.
Trakten runt Rexons Island består i huvudsak av gräsmarker. Trakten runt Rexons Island är nära nog obefolkad, med mindre än två invånare per kvadratkilometer.